# سواک آوتیسیان
سواک گاریکی آوتیسیان (ارمنی: Սևակ Գարիկի Ավետիսյան؛ زادهٔ ۷ ژانویهٔ ۱۹۸۸) هنرمند رقص باله اهل ارمنستان است.

## زندگی‌نامه
وی در ۷ ژانویه ۱۹۸۸ در ایروان به دنیا آمد و از کالج دولتی هنر رقص ایروان (۲۰۰۶) فارغ‌التحصیل گشت. آوتیسیان در تالار اپرای ایروان فعالیت می‌کند. وی برنده جوایزی همچون مدال موسس خورناتسی (۲۰۱۲) و هنرمند افتخاری جمهوری ارمنستان (۲۰۱۷) است.